# Karl Tunberg
Karl Owen Tunberg (Spokane, 11 de março de 1907 — Londres, 3 de abril de 1992) foi um roteirista e produtor cinematográfico estadunidense. Ele foi duas vezes indicado ao Oscar. O roteiro mais famoso de sua autoria foi provavelmente o épico, Ben-Hur (1959), mas Karl Tunberg sempre disse a pessoas próximas a ele que considerava O Belo Brummel (1954) como seu melhor trabalho.

## Biografia
Nascido em Spokane, no estado de Washington, em 11 de março de 1907, Karl Tunberg migrou ainda criança para a Califórnia com o seu irmão mais velho William (que também tornou-se roteirista), e com a sua mãe "Cenna".
A família viveu por um tempo em Santa Bárbara, mas eventualmente se estabeleceu em Los Angeles. Ele foi casado três vezes e teve cinco filhos. E serviu como presidente da Screen Writers Guild 1950-1951.
Em 1937, Karl foi contratado como roteirista da Twentieth Century-Fox, mas no início dos anos 1940, ele foi trabalhar para a Paramount Pictures. Na primeira fase de sua carreira Tunberg normalmente colaborou com outros escritores, especialmente com Darrell Ware, um compositor hábil de comédias musicais.
No final dos anos 40, ele fez dois filmes para a Universal Pictures, com um breve retorno à Fox, com Love That Brute (1950). Seguido por uma série de grandes filmes para a MGM na década de 1950, incluindo épicos históricos como O Belo Brummel (1954), A Túnica Escarlate (1955), e Ben-Hur (1959), e dois filmes de grande produção para a United Artists no início dos anos 1960, Taras Bulba em colaboração com Waldo Salt, e a A Sétima Aurora (1964). Durante este período, ele ocasionalmente trabalhou como produtor em Mesmo Assim Eu Te Amo (1959).
Na década de 1960, Karl também escreveu roteiros para duas grandes produções da MGM, I Thank a Fool (1962) e Onde Estavas Quando as Luzes Se Apagaram? (1968). No início dos anos 70, ele começou a escrever segmentos para séries de televisão. 

## Filmografia
- Uma Família Biruta (1970)
- Onde Estavas Quando as Luzes Se Apagaram? (1968)
- Chama Ardente (1965)
- A Sétima Aurora (1964)
- Taras Bulba (1962)
- Grito do Coração (1962)
- Ben-Hur (1959)
- A Noite é Minha Inimiga (1959)
- Mesmo Assim Eu Te Amo (1959)
- O Sétimo Pecado (1957)
- A Túnica Escarlate (1955)
- O Belo Brummel (1954)
- O Vale dos Reis (1954)
- O Marido de Mamãe (1953)
- Tu És Minha Paixão (1952)
- A Lei e a Mulher (1951)
- Veneração (1951)
- Gosto Deste Bruto (1950)
- A Conquista da Felicidade (1949)
- Um Sonho Desfeito (1948)
- Meu Pecado (1947)
- Fantasia Mexicana (1945)
- Flor do Lodo (1945)
- Acontece Que Sou Rico (1945)
- A Irresistível Impostora (1944)
- A Canção de Dixie (1943)
- Coração de Pedra (1942)
- Serenata Azul (1942)
- Minha Namorada Favorita (1942)
- Aconteceu em Havana (1941)
- Um Yankee na R.A.F. (1941)
- Alto, Moreno e Simpático (1941)
- Serenata Tropical (1940)
- A Milionária e o Garçon (1940)
- Sedutora Aventureira (1940)
- Bem Amada Impostora (1939)
- Patrulha Submarina (1938)
- Agarrem Essa Normalista! (1938)
- Minha Boa Estrela (1938)
- Sonho de Moça (1938)
- Três Moças Sabidas (1938)
- Os Três Magos da Alegria (1937)
- Aí Vem o Amor (1937)